# Ferenci (Vižinada)
 Ferenci  (olaszul:  Ferenzi) falu Horvátországban, Isztria megyében. Közigazgatásilag Vižinadához tartozik.

## Fekvése
Az Isztria középső részén, Pazintól 16 km-re északnyugatra, községközpontjától 3 km-re délre, a 21-es számú főút mellett fekszik. Szétszórt szerkezetű tipikus isztriai település kőházakkal és gazdasági épületekkel.

## Története
Területe már a kora középkorban lakott volt. Ezt bizonyítja a közelben 1954-ben feltárt 7. századi szláv temető. A település nevét a Ferenac családról kapta, amely 1898-ban a főutcán a Szent Család tiszteletére kápolnát is épített. Mai lakossága a 17. században Dalmáciából betelepített a török elől menekült horvátok leszármazottja. 1880-ban 175, 1910-ben 206 lakosa volt. Az első világháború után a rapallói szerződés értelmében Isztria az Olasz Királysághoz került. A második világháború után Jugoszlávia része lett. A település Jugoszlávia felbomlása után 1991-ben a független Horvátország része lett. 2011-ben a falunak 71 lakosa volt. Lakói főként mezőgazdasággal (szőlő- és gabonatermesztés) foglalkoznak.

## Nevezetességei
- A településtől nyugatra áll Szent Lőrinc tiszteletére szentelt kis temploma, mely a 17. században épült a 12. századi középkori templom helyén. Egyhajós épület, homlokzata felett nyitott, kétfülkés harangtoronnyal, benne két haranggal. Falazott oltárán retabló, azon pedig Szent Lőrinc ábrázolása látható. A templomot 1986-ban restaurálták.
- A falu főutcáján magánterületen áll a kis Szent Család kápolna. Építési ideje (1898) és építtetőinek neve (Gregorius és Lucia Ferenaz) a bejárat felett olvasható.

## Lakosság
| Lakosság változása | Lakosság változása | Lakosság változása | Lakosság változása | Lakosság változása | Lakosság változása | Lakosság változása | Lakosság változása | Lakosság változása | Lakosság változása | Lakosság változása | Lakosság változása | Lakosság változása | Lakosság változása | Lakosság változása | Lakosság változása |
| ------------------ | ------------------ | ------------------ | ------------------ | ------------------ | ------------------ | ------------------ | ------------------ | ------------------ | ------------------ | ------------------ | ------------------ | ------------------ | ------------------ | ------------------ | ------------------ |
| 1857               | 1869               | 1880               | 1890               | 1900               | 1910               | 1921               | 1931               | 1948               | 1953               | 1961               | 1971               | 1981               | 1991               | 2001               | 2011               |
| 0                  | 0                  | 175                | 163                | 168                | 206                | 0                  | 0                  | 196                | 164                | 171                | 155                | 124                | 99                 | 89                 | 71                 |